# TBSテレビ系列スポーツニュース枠
TBSテレビ系列スポーツニュース枠は、TBSテレビをはじめとするJNN系列にて毎日深夜に放送しているスポーツニュースの一覧。

## 各番組の歴史
このスポーツニュース枠は、当初は『JNNスポーツニュース』として、深夜ニュース枠に続いて放送されていたが、1978年4月改編で『JNNスポーツデスク』となった。ただ、これらの番組が放送されていた当時までは、ストレートニュース仕立てで伝えられていた。
1986年4月改編で『スポーツデスク』は、放送時間を拡大した上で『JNNスポーツチャンネル』に衣替えした。これから半年後の10月改編で、平日が深夜ニュース枠のコーナーとして吸収され、週末のみで残るも、1年後の1987年に平日が再開されて全日放送に戻った。1987年以降、平日も放送されていた時期でも、平日深夜ニュース枠でこれとは別にスポーツニュースのコーナーが放送されていた。
1989年10月改編で、平日は再び深夜ニュース枠のコーナーとして吸収されたため独立としては終了したが、週末のみがしばらくは独立として残った。
1990年10月改編で、週末も深夜ニュース枠と統合して『JNNスポーツ&ニュース』となる。初期は定岡正二などを起用したが、試行錯誤を繰り返し、その後栗山英樹を起用したが、その降板で再び試行錯誤となり、2002年4月改編で、土曜日は『スーパーサッカー』のコーナーとなり、日曜日は『J-SPORTS→J-SPO』となった。この頃から、深夜ニュース枠とはまた分割することとなった。
2009年4月改編で、深夜ニュース枠と再統合して『S☆1』となる。初期は上記番組のスタイルを踏襲した作りだったが、2010年のリニューアルで硬派路線となるも、2012年のリニューアルでコミカル路線に一転し、現在に至っている。

## 主な番組

### 平日
- JNNスポーツニュース（不明 - 1978年3月）
- JNNスポーツデスク（1978年4月 - 1986年3月）
- JNNスポーツチャンネル（1986年4月 - 1986年9月26日） - 週末版は継続。
- ネットワーク JNN（1986年9月29日 - 1987年10月2日） - 最終ニュースに内包。
- JNNスポーツチャンネル（1987年10月5日 - 1989年9月29日） - 週末版は1990年9月まで継続。
- 筑紫哲也 NEWS23（1989年10月2日 - 2008年3月28日） - 最終ニュースに内包。
- NEWS23（2008年3月31日 - 2010年3月26日） - 最終ニュースに内包。
- NEWS23X（2010年3月29日 - 2013年3月29日） - 最終ニュースに内包。
- NEWS23（2013年4月1日 - ） - 最終ニュースに内包。

### 週末
- JNNスポーツニュース（不明 - 1978年3月）
- JNNスポーツデスク（1978年4月 - 1986年3月）
- JNNスポーツチャンネル（1986年4月 - 1990年9月）
- JNNスポーツ&ニュース（1990年10月 - 2002年3月） - 最終ニュースと統合。
- J-SPORTS スーパーサッカーPLUS（土曜日：2002年4月 - 2009年3月28日）
- J-SPORTS→J-SPO（日曜日：2002年4月 - 2009年3月22日）
- S☆1（2009年3月29日 - ） - 最終ニュースを内包。

単独枠
- 東京VICTORY（土曜朝、2019年7月6日 - 2021年9月25日）